# Plectocomia macrostachya
Plectocomia macrostachya är en enhjärtbladig växtart som beskrevs av Wilhelm Sulpiz Kurz. Plectocomia macrostachya ingår i släktet Plectocomia och familjen Arecaceae.
Artens utbredningsområde är Burma. Inga underarter finns listade i Catalogue of Life.